# Yahya (III) ibn al-Qàssim
Yahya (III) ibn al-Qàssim ibn Idrís (àrab: يَحْيى بن القاسم بن إدريس, Yaḥyà b. al-Qāsim b. Idrīs), també conegut com Yahya al-Addam (àrab: بيَحْيى العَدَّام, Yaḥyà al-ʿAddām), fou emir de la dinastia idríssida del Magrib. Era fill d'al-Qàssim ibn Idrís, a qui va succeir en el que restava del feu de Tànger (la zona d'Arzila) a la segona meitat del segle ix.
Quan el sufrita Abd-ar-Razzaq es va revoltar al sud de Fes, vers el 880, i va acabar derrotant Alí ibn Úmar, que va fugir de Fes (883), el barri dels Qarawiyyín es va negar a reconèixer el cap sufrita (que sí que fou reconegut al barri dels Andalusins) i els notables locals van demanar ajuda a Yahya ibn al-Qàssim. Aquest va venir amb algunes forces, va ocupar el barri dels Andalusins i va obligar Abd-ar-Razzaq a fugir, i aleshores va ser aclamat com a emir a tota la ciutat.
Durant uns anys va haver de combatre els rebels sufrites, la qual cosa el va debilitar. Després va haver de fer front a l'aixecament d'un nebot d'Alí ibn Úmar, Yahya ibn Idrís, un general del qual, anomenat Rabí ibn Sulayman, el va derrotar i matar el 905, la qual cosa va permetre al seu senyor proclamar-se emir.